# Prossy Mirembe
Debra Prossy Mirembe, née le 9 mars 1985 en Ouganda, est une kayakiste ougandaise pratiquant le slalom.

## Carrière
Elle est médaillée d'or en K1 aux Championnats d'Afrique de slalom 2009 à Cradock et médaillée d'argent dans la même épreuve aux Championnats d'Afrique de slalom 2012 à Bethlehem.